# Генерал внутренней службы (СССР)
Генерал внутренней службы — персональное специальное звание высшего начальствующего состава МВД СССР в 1952—1973 годах.

## История
Указом Президиума Верховного Совета СССР от 21 августа 1952 года «Об отмене воинских званий и введении новых званий для начальствующего состава Министерства внутренних дел СССР» для начальствующего состава Министерства внутренних дел СССР (за исключением генералов, офицеров, сержантского и рядового состава конвойной охраны, инженерно-противохимических частей и штабов МПВО, военно-строительных частей МВД СССР и Особого дорожно-строительного корпуса) отменялись воинские звания и вводились специальные звания, в том числе для высшего начальствующего состава:
(приравнивались соответственно к воинским званиям генерала армии, генерал-полковника, генерал-лейтенанта и генерал-майора).
Указом Президиума Верховного Совета СССР от 23 октября 1973 года «О специальных званиях рядового и начальствующего состава органов внутренних дел» введена новая система званий генералов внутренней службы:
- генерал-полковник внутренней службы
- генерал-лейтенант внутренней службы
- генерал-майор внутренней службы

Согласно постановлению Совета Министров СССР от 23 октября 1973 года № 778 «Об утверждении Положения о прохождении службы рядовым и начальствующим составом органов внутренних дел», лица, имеющие специальные звания генерала внутренней службы 2 и 3 рангов, стали считаться в специальных званиях генерал-лейтенанта внутренней службы и генерал-майора внутренней службы.

## Персоналии
Представлены не все.

### Генерал внутренней службы
Данное специальное звание никому не присваивалось.

### Генерал внутренней службы 1-го ранга
Данное специальное звание никому не присваивалось.

### Генерал внутренней службы 2-го ранга
- Кабылбаев, Шракбек Кабылбаевич
- Климовской, Алексей Алексеевич (1967)
- Махкамов, Бобо (1968)
- Мартынов, Фёдор Кузьмич (1968)
- Сморыго, Виктор Акимович (1969)
- Тикунов, Вадим Степанович (1963)

### Генерал внутренней службы 3-го ранга
- Бровкин, Алексей Николаевич (1957)
- Калинин, Григорий Иванович (19??)
- Петров, Фёдор Игнатьевич (19??)
- Давыдов, Георгий Иванович (1970)